# Pedro de Navascués
Pedro de Navascués fue político.

## Reseña biográfica
Fue secretario del Gobierno de Málaga.
En 1857 fue gobernador de la provincia de Tarragona. Gobernador civil de la provincia de Zaragoza por R. D. de 7 de abril de 1861. Tomó posesión el día 28 de abril.
Del 28 de abril de 1861 al 25 de noviembre de 1862 fue presidente de la Diputación Provincial de Zaragoza.

## Condecoraciones y distinciones
- Caballero Gran Cruz de la Real Orden Americana de Isabel Ia Católica.[1]
- Comendador de la Real y Distinguida de Carlos lIl.[1]
- Caballero de la Orden de San Juan de Jerusalén.[1]
- Académico-profesor de la de Ciencias y Literatura del Liceo de Granada.[1]
- Vicepresidente de honor del Instituto de África.[1]

| Predecesor: Jorge Barber | Presidente de la Diputación Provincial de Zaragoza 28 de abril de 1861 - 25 de noviembre de 1862 | Sucesor: Ignacio Méndez de Vigo y Valdés Miranda |